# CP série 2400
Sécurité :
- Contrôle automatique de vitesse (CONVEL) : ABB Signal EBICAB 700
- Radio Sol-Train : Ascom/Sistel BG550 CP-N
- Hombre-Mort : Sifa-Deuta

Dispositions :
- UQE (Unidade Quádrupla Eléctrica, Unité Quadruple Électrique) : M1+R+R+M2
- UM : Jusqu’à 3
- Aménagement intérieur :
  - 316 places assises (pré-modernisation) et 332 debout (avec une capacité maximale de 984 voyageurs en surcharge)